# إبراهام كالديرون
إبراهام كالديرون (بالإسبانية: Abraham Calderón)‏ هو مهندس مكسيكي، ولد في 25 نوفمبر 1988 في مونتيري في المكسيك.

## وصلات خارجية
- إبراهام كالديرون على موقع Racing-Reference.info (الإنجليزية)